# P'luch Melody
P'luch Melody (Purple People Eater) est un film américain réalisé par Linda Shayne et sorti en 1988.

## Synopsis
Lorsqu'un enfant chante une vieille chanson nommée Purple People Eater, une créature apparaît soudainement. Le duo va alors aider un couple de personnes âgées qui sont menacer d'être expulsés par leur propriétaire.

## Distribution
- Ned Beatty : grand-père
- Linda Talcott : Purple
- Bobby Porter : Purple
- Shelley Winters : Rita
- Neil Patrick Harris : Billy Johnson
- Jimmy Locust : Purple
- Peggy Lipton : maman
- Chubby Checker : lui-même
- Little Richard : le maire
- Thora Birch: Molly Johnson (créditée simplement Thora)